# Umoja
Umoja ("unidad", en suajili) es una villa poblada solo por mujeres, que se encuentra en el norte de Kenia, cerca de la ciudad de Archers Post en el condado de Samburu, a 380 km de la capital, Nairobi. 
Fue fundada en 1990 por la matriarca Rebecca Lolosoli y un grupo de 15 mujeres supervivientes de violaciones de soldados británicos. Es para mujeres sin techo, víctimas de violencia de género, y para mujeres jóvenes que huían de matrimonios forzados. Hay un centro cultural y un centro de acampada para turistas de una reserva natural cercana, la Samburu National Reserve.
En el año 2015 eran 47 mujeres y 200 niños los habitantes de esta población. Como fuente de ingresos las líderes gestionan un campamento para turistas. Cobran por la entrada y venden artículos de artesanía hechas por ellas.
No hay que confundir esta villa con un suburbio de Nairobi del mismo nombre.

## Historia
Las mujeres samburu ocupan una posición subordinada en su sociedad; no se les permite poseer tierras ni otro tipo de bienes, como el ganado. Ellas mismas son consideradas propiedad de sus maridos. Pueden ser objeto de mutilación genital femenina, matrimonio forzado con los ancianos, violación y violencia doméstica.
En 2003, Amnistía Internacional informó sobre la existencia de pruebas creíbles de numerosas violaciones de mujeres kenianas por miembros del ejército británico durante décadas. Se abrió un caso contra el ejército británico por las violaciones de más de 1,400 mujeres samburu. El caso fue absuelto. Estas mujeres fueron abandonadas por sus maridos por considerarlas "mancilladas". Otros hombres las echaron de sus casas, temiendo que ahora contrajeran enfermedades de transmisión sexual de sus esposas violadas.
Después de que muchas mujeres se quedaran sin hogar, crearon Umoja. Rebecca Lolosoli es una de las fundadoras de Umoja, y se le ocurrió la idea de crear un pueblo para mujeres cuando se estaba recuperando de una paliza por denunciar la mutilación genital femenina. Finalmente, quince mujeres se reunieron para fundar el pueblo original en 1990.
En respuesta, algunos hombres crearon sus propias aldeas en las inmediaciones, que acabaron fracasando. Los hombres intentaron crear un negocio de artesanía rival o disuadir a los turistas de parar en Umoja. Las mujeres acabaron comprando las tierras que ocupaban los hombres.
Las aldeanas empezaron vendiendo verduras que compraban a otros, ya que no sabían cultivar por sí mismas. Esto no tuvo mucho éxito, y la aldea pasó a vender artesanía tradicional a los turistas. Los Servicios de Fauna y Flora de Kenia se dieron cuenta y ayudaron a las mujeres a aprender de grupos exitosos en zonas como el Maasai Mara, con el fin de mejorar el negocio de Umoja. Las mujeres también recibieron ayuda de los Servicios Sociales y de Patrimonio de Kenia y del Ministerio de Cultura.
Después de que Lolosoli visitara las Naciones Unidas en 2005, los hombres de la aldea vecina presentaron una demanda judicial contra ella, con la esperanza de cerrar la aldea. En 2009, el ex marido de Lolosoli atacó la aldea, amenazándola de muerte. Durante un tiempo, las mujeres huyeron de la aldea por su seguridad.
En la actualidad, las mujeres de la aldea son las propietarias de la tierra. En 2021, el gobierno está estudiando la solicitud de la aldea de un título comunitario sobre una extensión de tierra de pastoreo.